# 泥ひばり

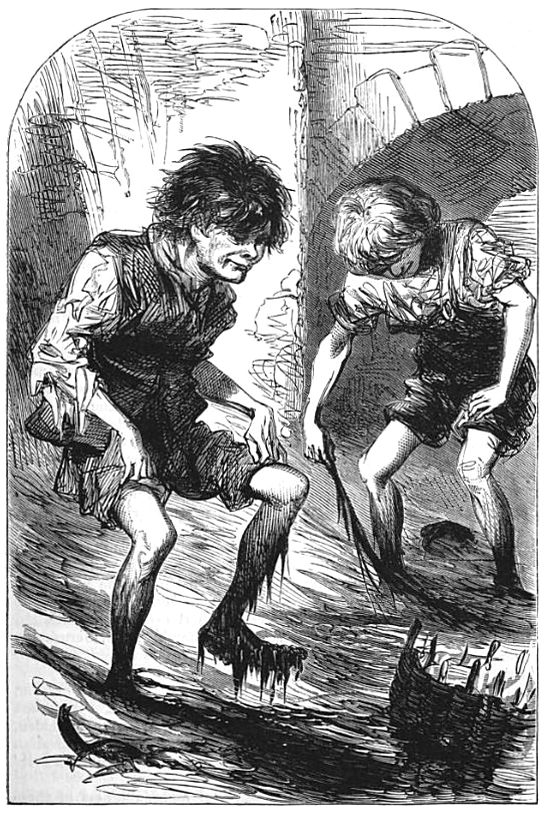
ヴィクトリア朝ロンドンの泥ひばり（ヘディントンマガジン、1871年）

泥ひばり（どろひばり、英語: Mudlark）とは、有価物を探して川の泥を漁るくず拾いのこと。特に、ロンドンのテムズ川で干潮時にこうした行為をしていた浮浪児のことを指す場合が多い。そうした職業としての「泥ひばり」という言葉は18世紀末から存在しているが、現代でも趣味などとしてテムズ川で歴史的な品物を探す人を泥ひばりと呼ぶ。
日本語では「泥ひばり」や漢字で「泥雲雀」と訳されるほか、転写して「マッドラークス」と表記されたり、くず拾い全般と区別せずに「ばた屋」などと訳される場合もある。

## テムズ川との関連
泥ひばりが主にテムズ川で行われるのは、交通の要衝であったため船から川に落ちる有価物が多いこと、感潮河川であり干潮時には水位が最大7m程度低くなること、川の水の酸素量が少なく有機物の保存状態が良いことなどが挙げられる。

## 歴史

### ヴィクトリア朝
ヴィクトリア朝時代の泥ひばりは、いわゆる「くず拾い」と呼ばれる職業の中でも特に稼ぎが少なく、主に老人や子供などが就く職業だった。主な収集対象は船頭が運搬の際に落とした石炭やその燃えカスで、ロンドン港を利用する船の船体から剥がれ落ちるなどした金属のくずは価値の高い獲物とされていた。収集の対象は多岐にわたり、川面に浮かぶ木片などを集める者もいた。
また、テムズ川に架かるウォータールー橋が1840年代には自殺の名所だったこともあり、自殺者の死体を引き上げる役割も彼らが担っていたとされる。
19世紀ごろに河川での盗難対策が行われた理由として様々な種別の盗難が多発していたことを挙げる1925年の文献では、泥ひばりは共謀している船舶の労働者が川に投げ捨てた荷を干潮時に泥の中から盗み出す窃盗犯の一類型として紹介されている。
職業としての泥ひばりがいつごろまで存在したかは定かではないが、1904年には泥ひばりを自称する21歳の男が所有者不明の鎖をテムズ川底から盗んだ罪で逮捕されている。
1936年にタイムズ紙で泥ひばりが取り上げられた際には、ロンドンの子供が夏休み期間中に水着を着て川岸に立ち、通行人にコインを川に投げ入れてもらいそれを追いかけて拾うのを一種のパフォーマンスとして行う小遣い稼ぎの手段として紹介されている。

### 現代
現代においても、趣味としてや考古学的見地からテムズ川の川底を漁る泥ひばりは存在する。泥ひばりを行う際には、ロンドン港のポート・オーソリティであるロンドン港務庁からの許可が必要となる。また、発見したものはすべてロンドン港務庁の担当官に報告する義務があるが、歴史的に重要な品でない限りは報告後に自分のものにすることができる。
2009年には泥ひばりの男性が17～18世紀ごろのものと推定される鉄球と鎖を発見するなど、歴史的価値の高い品が発見される場合も少なくない。こうしたことから、泥ひばりを趣味として行う者はイングランドの歴史に精通している場合も多いとされる。

## 関連作品

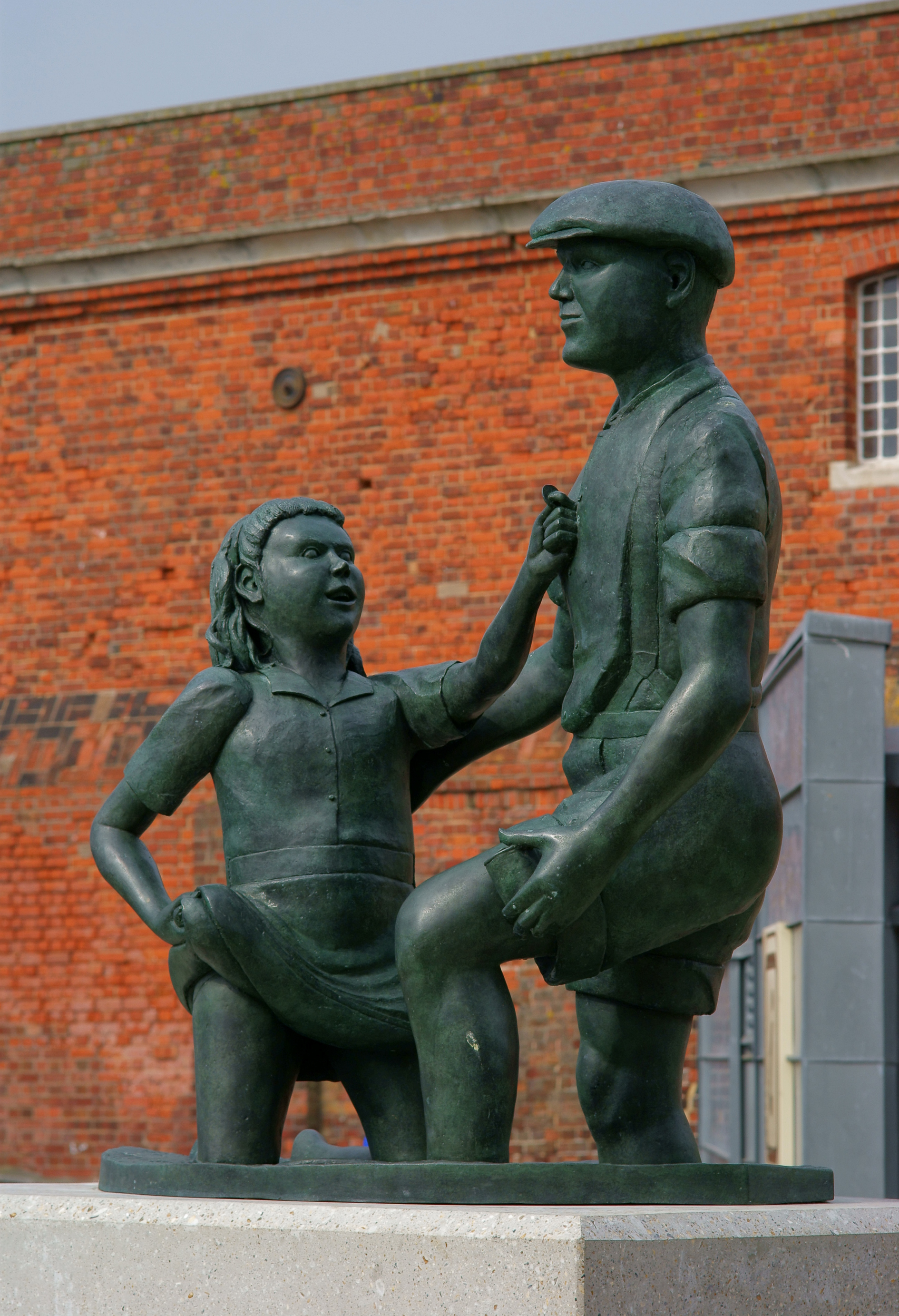
ポーツマスにある泥ひばりの像

- The Mudlark - 1950年公開の映画。ジーン・ネグレスコ監督。泥ひばりを生業とする孤児の少年がヴィクトリア女王の顔が彫られたカメオを見つけることから始まる物語。
- The Copper Treasure - 1998年出版の児童書。メルヴィン・バージェス著。19世紀の泥ひばりの少年たち3人が、盗んだ銅を運ぶために奮闘する物語。
- Mud Men - 2011年放送開始のドキュメンタリー番組。泥ひばりとしてテムズ川で歴史的な品を探す男性たちの発見を、専門家の見解を交えて紹介する内容。
- The Haunting of Thomas Brewster - 2008年公開のドクター・フーのオーディオブック。タイトルにもなっているThomas Brewsterは、1867年のテムズ川で泥ひばりを生業としている。